# Petko Walow
Petko Walow (bulgarisch Петко Вълов; * 8. Januar 1966 in Sofia, Volksrepublik Bulgarien) ist ein bulgarischer Geistlicher und bulgarisch-katholischer Bischof der Eparchie Hl. Johannes XXIII. in Sofia.

## Leben
Petko Walow wurde in Sofia als Sohn eines orthodoxen Vaters und einer katholischen Mutter geboren, die aus Kilkis geflohen waren. Er besuchte ein Gymnasium in Sofia und leistete im Anschluss seinen zweijährigen Wehrdienst. 1986 nahm er ein Studium an der medizinischen Hochschule „Jordanka Filaretowa“ in Sofia auf und erlangte 1988 einen Abschluss im Fach Zahntechnik. Von 1990 bis 1997 studierte er Philosophie an der Päpstlichen Universität Urbaniana in Rom und Katholische Theologie an der Päpstlichen Universität Gregoriana. Während seiner Studienzeit in Rom war er Alumnus des Päpstlichen Griechischen Kollegs vom Hl. Athanasius. Am 11. Oktober 1997 empfing Walow das Sakrament der Priesterweihe für das Apostolische Exarchat Sofia (ab 2019 Eparchie Hl. Johannes XXIII. in Sofia). Nach weiterführenden Studien erwarb er 1999 an der Päpstlichen Akademie Alfonsiana ein Lizenziat im Fach Moraltheologie.
Walow war ab 1999 Pfarrer der Pfarrei Dormitio Virginis in Nowo Deltschewo. Daneben war er zeitweise zudem als Seelsorger in der Pfarrei St. Anna in Schumen tätig. Zusätzlich fungierte er ab 2008 als Delegat der katholischen Kirche beim Nationalen Rat der Religionsgemeinschaften in Bulgarien und ab 2013 auch als Delegat bei einer karitativen Stiftung, die sich um junge Mütter kümmert. Ferner wirkte Walow ab 2009 als Diözesanökonom und als Kanzler der Kurie sowie ab 2020 als Sekretär der Bulgarischen Bischofskonferenz und ab 2022 als Präsident des Verwaltungsrats der Caritas in Sofia.
Am 8. April 2024 ernannte ihn Papst Franziskus zum Bischof der Eparchie Hl. Johannes XXIII. in Sofia und damit zum Oberhaupt der bulgarisch-katholischen Kirche. Der emeritierte Bischof der Eparchie Hl. Johannes XXIII. in Sofia, Christo Projkow, spendete ihm am 6. Juli desselben Jahres in der Mariä-Entschlafens-Kathedrale in Sofia die Bischofsweihe; Mitkonsekratoren waren der Bischof von Nicopolis, Strachil Kawalenow, und der Apostolische Exarch von Griechenland, Manuel Nin OSB.
Neben seiner Muttersprache Bulgarisch spricht Petko Walow Italienisch, Englisch, Französisch und Russisch. Ferner versteht er Kirchenslawisch und Mazedonisch.

## Schriften
- Theologische Lesung der Fresken und Ikonen in der Kirche „Mariä Himmelfahrt“, in Nowo Deltschewo (= Beiträge zur Geschichte des Katholischen Exarchats). Apostolisches Exarchat Sofia, Sofia 2020, ISBN 978-6-19701113-5 (bulgarisch: Богословски прочит на стенописите и иконите в храм „Успение богородично“, с. Ново Делчево.).